# Rybaki (gmina Michałowo)
Rybaki – wieś w Polsce położona w województwie podlaskim, w powiecie białostockim, w gminie Michałowo.
W latach 1975–1998 miejscowość należała administracyjnie do województwa białostockiego.
Wierni Kościoła rzymskokatolickiego należą do parafii Przemienienia Pańskiego w Jałówce. Natomiast wierni Kościoła prawosławnego należą do parafii Narodzenia Najświętszej Bogarodzicy w Juszkowym Grodzie.

## Zabytki
- dawna szkoła, drewniana, 1914, nr rej.:842 z 2.07.1999[9].